# Rivière Saint-Félix
Rivière Saint-Félix är ett vattendrag i Kanada.   Det ligger i provinsen Québec, i den sydöstra delen av landet, 300 km norr om huvudstaden Ottawa. Rivière Saint-Félix ligger vid sjöarna  Lac Saint-Félix Lac Salvail och Lac Simon.
I omgivningarna runt Rivière Saint-Félix växer i huvudsak blandskog. Trakten runt Rivière Saint-Félix är nära nog obefolkad, med mindre än två invånare per kvadratkilometer.